# Îlets Dupont
Les îlets Dupont sont trois îlets de Guyane, appartenant administrativement à Cayenne.
Ils font partie du Conservatoire du littoral depuis 2013.

## Histoire
Au XVIIe siècle, ils se nommaient îlets aux malingres car les esclaves malades y étaient isolés. La pratique perdura jusqu'au XIXe siècle. 
Le 17 juin 1991, dix-sept personnes de nationalité brésilienne y trouvent refuges à la suite du naufrage de leur embarcation.